# منشی نظامی نخست‌وزیر اسرائیل
منشی نظامی نخست‌وزیر اسرائیل (انگلیسی: Military Secretary to the Prime Minister) مشاور ارشد نظامی نخست‌وزیر اسرائیل در امور نظامی و امنیت ملی است. به عنوان عضوی از ستاد کل نیروهای دفاعی اسرائیل، این سمت با اکثر اعضای جامعه اطلاعاتی اسرائیل در ارتباط است. متصدی فعلی این سمت، سرتیپ رومن گافمن است.
دبیران نظامی پیشین درجه سرهنگ دوم داشتند. در سال‌های بعد، سرلشکر و سرتیپ در این سمت خدمت کرده‌اند. منشی نظامی نخست‌وزیر به پیشنهاد رئیس ستاد کل نیروهای مسلح اسرائیل و با حکم نخست‌وزیر منصوب می‌شود. این سمت نخستین بار در سال ۱۹۴۸ تعریف شد.
گفته شده است که ارتقای جایگاه منشی نظامی منجر به این شده است که ملاحظات نظامی به طور ناروا بر سیاست امنیت ملی اسرائیل به قیمت نادیده گرفتن سایر ملاحظات، سنگینی کند. علاوه بر این، پیشنهاد شده است که برای رفع این مشکل، سمت منشی نظامی باید توسط یک رتبه پایین‌تر اشغال شود.  منتقدان این دیدگاه اظهار داشته‌اند که نفوذ منشی دفاع از نفوذ سایر مناصب، یعنی شورای امنیت ملی و مشاور امنیت ملی، پیروی می‌کند.